# 三軒茶屋

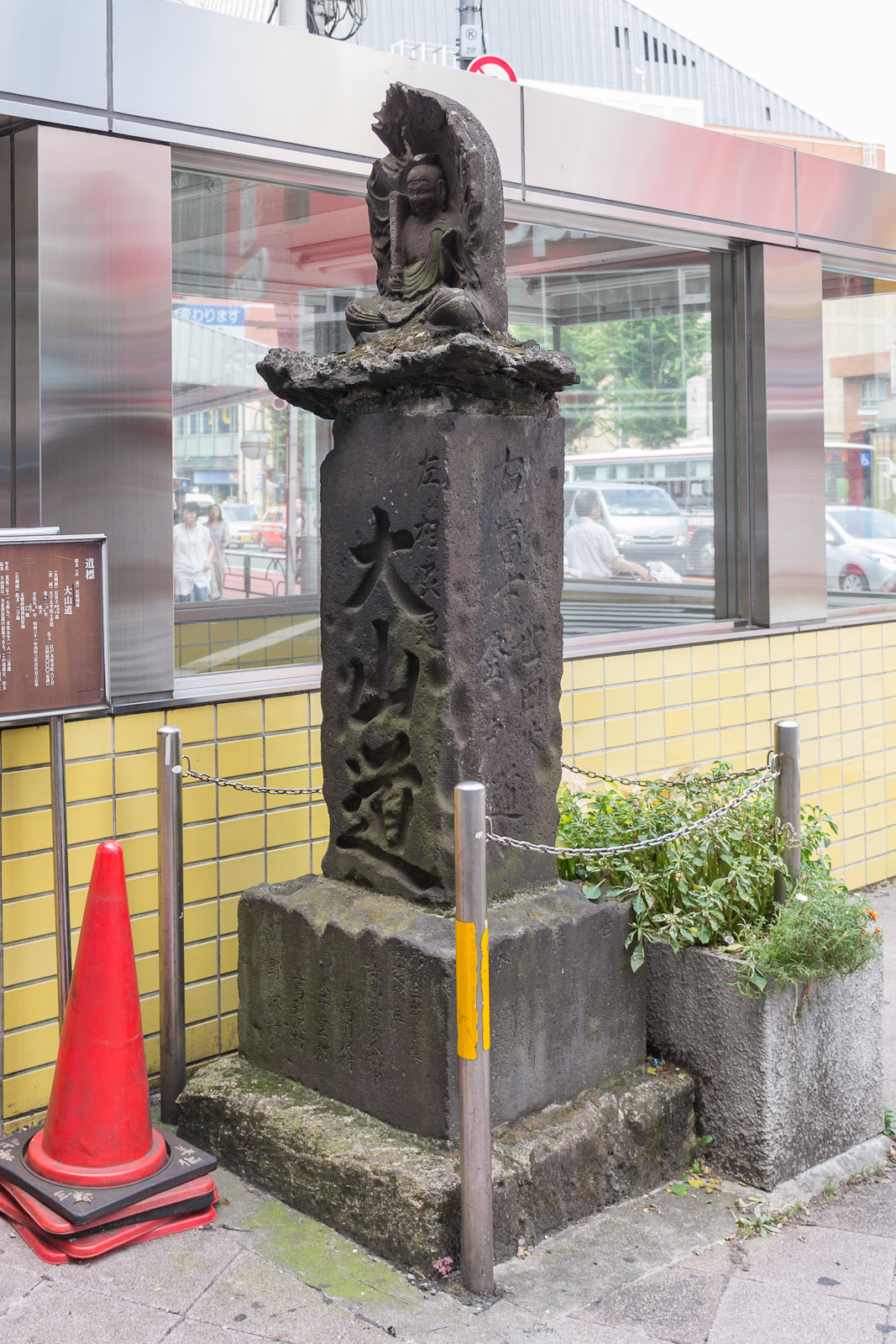
三軒茶屋交差點的大山道路標。

三軒茶屋（日语：／ Sangenjaya */?）是日本東京都世田谷區町名，分三軒茶屋一丁目與三軒茶屋二丁目。郵遞區號154-0024。

## 地理
位於東京都世田谷區中央，東臨下馬，南接野澤、上馬，北鄰若林、太子堂。也常簡稱為「三茶（さんちゃ）」。
為世田谷區中繁華的商業區，同時也與吉祥寺、自由之丘一樣，是在「最想居住的町」等排名中名列前茅的高人氣住宅區。
因靠近澀谷，是「許多藝人居住的町」。此外受到咖啡浪潮的影響，也常被稱作「時尚之町」。在站前的Eco仲見世（エコー仲見世）商店街與鈴蘭通等地可感受復古情懷。
此地地標是三軒茶屋站周邊再開發事業一環的複合大樓胡蘿蔔塔，東急田園都市線、東急世田谷線三軒茶屋站所在地不是三軒茶屋，而是太子堂。

## 歷史
過去屬舊荏原郡中馬引澤村（なかうまひきさわむら）、下馬引澤村、太子堂村等部分地區。三軒茶屋是在1932年（昭和7年）世田谷區成立時所訂定的正式地名。

### 地名由來
江戶時代中期以後，因社寺參拜熱潮而人潮眾多的大山道與登戶道分岐點（追分）附近有信樂（後為石橋樓）、角屋、田中屋三家（三軒）茶屋而得名。三軒茶屋的稱呼在文化文政時代已非常普遍。
大山道（大山街道）大約是現在的國道246號，瀨田過二子橋往大山方向。登戶道是井伊家知行地的世田谷代官屋敷（現在世田谷區世田谷，襤褸市通（ボロ市通り）沿線）與世田谷的上町（武家町）往登戶的街道，約是現在的世田谷通。

## 流行文化
- 將太的壽司漫畫中，鳳壽司的所在地。

- 電視游戲《女神異聞錄5》中，是咖啡店「盧布朗」所在地「四軒茶屋」的原型。

## 備註
1. ↑  平成25年（2013年）の世田谷区の町丁別人口と世帯数 - 世田谷区